# 1. deild Wysp Owczych (1986)
W roku 1986 odbyła się 44. edycja 1.deild (dziś, od 2012 roku zwanej Effodeildin), czyli pierwszej ligi piłki nożnej archipelagu Wysp Owczych. Mistrzostwa bronił klub B68 Toftir z wyspy Eysturoy, jednak liderem tabeli w 1986 został zespół GÍ Gøta
Obecnie w pierwszej lice archipelagu Wysp Owczych gra 10 zespołów. Kiedyś jednak drużyn było mniej, ale liczba ta wzrastała wraz z przyrostem nowych klubów piłkarskich na tamtym obszarze. W 1986 grało ich jeszcze osiem, jak to zostało ustalone w rozgrywkach z 1979, kiedy to liczbę drużyn powiększono o jedną. Możliwość degradacji do drugiej ligi istnieje od roku 1976, a w 1986 uległ jej klub B36 Tórshavn, który dopiero awansował do najwyższej klasy rozgrywek na archipelagu.
Największe różnice w poziomie gry, porównując do sezonu poprzedniego, wykazały kluby NSÍ Runavík, który z szóstego przeniósł się na czwarte miejsce w tabeli, oraz LÍF Leirvík, który z czwartego spadł na siódme.
Królem strzelców turnieju okrzyknięto Beinura Poulsena, zawodnik KÍ Klaksvík i reprezentant swego kraju w rozgrywkach międzynarodowych. Zdobył wtedy 14 bramek.
Za zwycięstwo w tych rozgrywkach przyznawano jeszcze dwa punkty, a nie trzy, jak to ma obecnie miejsce.

## Uczestnicy
| Uczestnicy 1. deild 1985                                                                                      | Uczestnicy 1. deild 1985 | Uczestnicy 1. deild 1985 | Uczestnicy 1. deild 1985 |
| --- | ------------------------ | ------------------------ | ------------------------ |
| B68 | B68 Toftir               | 1                        |                          |
| HB | HB Tórshavn              | 2                        |                          |
| KÍ | KÍ Klaksvík              | 3                        |                          |
| LÍF | LÍF Leirvík              | 4                        |                          |
| GÍ | GÍ Gøta                  | 5                        |                          |
| NSÍ | NSÍ Runavík              | 6                        |                          |
| TB | TB Tvøroyri              | 7                        |                          |
| Awans z 2. deild 1985                                                                                         |                          |                          |                          |
| B36 | B36 Tórshavn             | 1                        |                          |
| Oznaczenia: - kolumna pierwsza – skróty nazw drużyn, - kolumna trzecia – miejsce zajęte w poprzednim sezonie. |                          |                          |                          |

## Rozgrywki

### Tabela ligowa
| Lp. | Drużyna          | M  | Z | R | P | Bramki | Bramki | Różn. | Pkt | Uwagi              |
| --- | ---------------- | -- | - | - | - | ------ | ------ | ----- | --- | ------------------ |
| 1   | GÍ Gøta (M)      | 14 | 8 | 4 | 2 | 33     | 15     | +18   | 20  |                    |
| 2   | HB Tórshavn      | 14 | 8 | 1 | 5 | 32     | 16     | +16   | 17  |                    |
| 3   | B68 Toftir       | 14 | 7 | 3 | 4 | 26     | 20     | +6    | 17  |                    |
| 4   | NSÍ Runavík      | 14 | 7 | 2 | 5 | 21     | 21     | 0     | 16  |                    |
| 5   | TB Tvøroyri      | 14 | 6 | 3 | 5 | 20     | 30     | −10   | 15  |                    |
| 6   | KÍ Klaksvík      | 14 | 4 | 2 | 8 | 15     | 16     | −1    | 10  |                    |
| 7   | LÍF Leirvík      | 14 | 3 | 3 | 8 | 23     | 37     | −14   | 9   |                    |
| 8   | B36 Tórshavn (S) | 14 | 3 | 2 | 9 | 20     | 35     | −15   | 8   | Spadek do 2. deild |

### Wyniki spotkań
| Gospodarz \ Gość | B36 | B68 | GÍ  | HB  | KÍ  | LÍF | NSÍ | TB  |
| B36 Tórshavn     |     | 1:4 | 1:1 | 1:2 | 0:1 | 3:1 | 0:2 | 7:2 |
| B68 Toftir       | 1:1 |     | 0:6 | 0:0 | 3:1 | 5:1 | 2:0 | 4:1 |
| GÍ Gøta          | 4:1 | 1:2 |     | 3:2 | 1:0 | 1:1 | 4:0 | 1:1 |
| HB Tórshavn      | 4:1 | 2:0 | 2:4 |     | 0:1 | 0:3 | 3:1 | 6:1 |
| KÍ Klaksvík      | 1:2 | 3:0 | 0:1 | 0:1 |     | 4:0 | 1:1 | 1:2 |
| LÍF Leirvík      | 3:0 | 2:2 | 3:5 | 0:6 | 1:1 |     | 0:2 | 1:2 |
| NSÍ Runavík      | 4:1 | 0:1 | 1:0 | 0:4 | 2:0 | 5:3 |     | 0:0 |
| TB Tvøroyri      | 3:1 | 1:0 | 1:1 | 1:0 | 2:1 | 1:4 | 2:3 |     |

Aktualne na 20 sierpnia 2012. Źródło: FaroeSoccer.com
Objaśnienia:
1Drużyna gospodarzy jest wymieniona po lewej stronie tabeli.
Kolory: zielony – zwycięstwo gospodarzy, żółty – remis, różowy – zwycięstwo gości.

## Sędziowie
Następujący arbitrzy sędziowali poszczególne mecze 1.deild 1986:
| L.p. | Sędzia                 | Mecze |
| ---- | ---------------------- | ----- |
| 1.   | Baldvin Baldvinsson    | 7     |
| 2.   | Jóhan Carl Dam         | 3     |
| 3.   | Nemus N. Djurhuus      | 7     |
| 4.   | Magni Eidesgaard       | 3     |
| 5.   | Kim Ejdesgaard         | 9     |
| 6.   | John Eysturoy          | 2     |
| 7.   | Holgar Hansen          | 2     |
| 8.   | Jens S. Holm           | 2     |
| 9.   | Jógvan Jensen          | 3     |
| 10.  | Jákup Fr. Joensen      | 4     |
| 11.  | Kristmar E. Johannesen | 1     |
| 12.  | Niklas á Líðarenda     | 6     |
| 13.  | Øssur Mohr             | 4     |
| 14.  | Martin á Mýrini        | 2     |
| 15.  | ?                      | 1     |